# Európai Konzervatívok és Reformerek Pártja
A Európai Konzervatívok és Reformerek Pártja (angolul: European Conservatives and Reformists Party) egy európai uniós csoport, amelyet 2009. október 1-én alapítottak. Konzervatív, euroszkeptikus és gazdasági liberális elveket vall. A csoportot azután alapították, miután megalakult az Európai Konzervatívok és Reformisták parlamenti csoport 2009-ben. A csoport ifjúsági tagozata a Fiatal Európai Konzervatívok.

## Pártok
- Horvát Konzervatív Párt – Horvátország
- Jog és Igazságosság – Lengyelország
- Konzervatív Párt – Egyesült Királyság - a Brexit előtt
- Szabadság és Szolidaritás – Szlovákia
- Olaszország Fivérei – Nemzeti Szövetség – Olaszország
- Direzione Italia – Olaszország
- Igazi Finnek – Finnország
- Függetlenségi Párt – Izland
- Polgári Konzervatív Párt (Szlovákia) – Szlovákia
- Polgári Demokrata Párt (Csehország) – Csehország
- Igazság és Fejlődés Pártja – Törökország

## Regionális partnerek
- Kanada Konzervatív Pártja – Kanada
- Republikánus Párt – Amerikai Egyesült Államok
- Új-zélandi Nemzeti Párt – Új-Zéland